# A hazafi (film, 2000)
A hazafi (eredeti cím: The Patriot) 2000-ben bemutatott amerikai fikciós–háborús történelmi film, melyet Roland Emmerich rendezett és Robert Rodat írt. A film főszereplői Mel Gibson, Chris Cooper, Heath Ledger és Jason Isaacs. A film zenéjét John Williams szerezte,  operatőre Caleb Deschanel volt. A film főszereplőit valós történelmi személyekről mintázták.

## Cselekmény
Benjamin Martin (Mel Gibson) korábban elszánt, rettenthetetlen harcos volt, a hétéves háború hősévé vált. A háború után a békét és a nyugalmat választja, felesége meghalt, emiatt egyedül neveli gyermekeit. A pattanásig feszülő politikai helyzet – majd az emiatt kirobbanó függetlenségi háború – miatt legidősebb fia, Gabriel (Heath Ledger) beáll katonának, apja akaratának ellenére. Szerencsére Benjamin régi barátja és harcostársa, Harry Burwell (Chris Cooper) a szárnyai alá veszi a legidősebb Martin-fiút.
A háború fokozódik és az amerikai patrióták álltak vesztésre. Gabriel elveszíti barátját és súlyosan megsérülve tér haza. Ekkor már a britek bevonultak Dél-Karolina szívébe, ezt az is bizonyítja, hogy egyik éjszaka Benjamin szemtanúja lesz a háza előtt lezajló brit-amerikai összecsapásnak, amelyben megint az amerikaiak veszítenek. Reggel brit katonák jelennek meg Benjamin házánál. Később megjelenik a kegyetlenségéről hírhedt Tavington ezredes is. Mivel Martin ellátta a sebesült patriótákat, ezért Tavington ezredes ezt ürügynek használja fel, hogy keresztbe tegyen a családnak. A család házát megsemmisítik, az összes vagyonukat elkobozzák, a legfiatalabb gyereket pedig maga Tavington végzi ki. Benjamin bosszútól és a haragtól fűtve fegyvereihez és a tomahawkjához nyúl. Két fiával együtt egy erdei rajtaütésben lemészárolják az angol csapatot. Benjamin a fia elvesztése miatt érzett düh és fájdalom miatt úgy tölti ki a haragját, hogy tomahawkjával feldarabolja az egyik angol katonát.
Az angol táborban híre megy Benjamin rajtaütésének (ekkor még nem tudják, hogy Benjamin követte el, ezért a „Kísértet” becenevet aggatják rá). Az angol hadsereg parancsnoka, Lord Cornwallis tábornok Tavington ezredest bízza meg azzal, hogy keresse meg és fogják el a rejtélyes támadót.
Benjamin elviszi gyermekeit nagynénjük, Charlotte Selton házába. Ekkor Gabriel újra elválik a családjától. Útközben betér egy házba, melynek ablakában végignézi a Camden-i csatát, amelyet az amerikaiak megint elvesztenek. Ekkor határozza el, hogy mégsem megy vissza harcolni. Apjával elmegy a patrióták táborába, ahol találkoznak a megszégyenült Harryvel. A férfi elmondja Benjaminnak, hogy egy utolsó vesztes csata választja el őket a teljes vereségtől, amíg megérkeznek a franciák, addig létre kell hozni egy milíciát, amellyel fel lehet tartóztatni Cornwallis seregét. A franciák Jean Villeneuve (Tchéky Karyo) őrnagyot küldik, hogy segítsen a milícia kiképzésében. Először Jean ellenszenves Martinnal a Fort Wilderness-i hadjáratban történtekért. Martin, Jean és Gabriel sikerrel toboroznak embereket a seregükhöz. Gerilla hadviseléssel vadásszák le a brit egységeket, emiatt hamar hírük megy és még többen csatlakoznak hozzájuk. Tavington ezredes az egyik rojalista amerikai emberétől megtudja, hol lakik Martin sógornője, így az ezredes embereivel elmegy átkutatni a házat. Charlotte a gyerekekkel időben elmenekül Benjamin milíciájához.
Időközben Gabriel feleségül veszi Anne Howardot, akiben már gyerekkora óta szerelmes volt. A család egyesül, Gabriel és Benjamin viszonya újra felhőtlen lesz, az ifjú házasok pedig élvezik az együttlétet. Amikor Benjaminék rajtaütnek az egyik brit konvojon, nem számítottak arra, hogy ezúttal a britek is felkészültek; kétszer annyi embert hoztak magukkal, tovább az elterelés alatt Tavington ezredes bekerítette Benjamin csapatát. Menekülés közben a milícia majdnem felét megölik, Dan Scott, John Billings és Oliver tiszteletes pedig fogságba esik. Benjamin elmegy kiszabadítani őket, így tárgyal Cornwallis-szal, akit sikeresen meggyőz arról, hogy fontos brit tiszteket fogtak el, így fogolycserét kötnek. A tiszteletes és Scott megmenekülnek, azonban Cornwallis rájön, hogy Ben átverte őt és ezért bosszút akar állni, ahogyan Tavington ezredes is. A brit tábornok embereivel elmegy abba a faluba, amely segítséget nyújtott Benjaminnak. Kegyetlenül bosszút állnak: a teljes falut lemészárolják. John Billings öngyilkos lesz családja halála miatt. Időközben a hasonló nézeteket valló Jean Villeneuve és Benjamin Martin jó barátok lesznek.
Mikor a milícia visszatér a faluba, csak a leégett házak maradványait találják. Gabriel pár társával – köztük Oliver tiszteletessel – rajtaütnek Tavington csapatán. Az összecsapásban meghal Oliver tiszteletes és a csapat többi tagja, de a britek is súlyos veszteségeket szenvednek. Csak Gabriel és Tavington marad életben. Gabriel egy lövéssel megsebzi az ezredest, látszólag megölve ellenségét. Mikor odalép hozzá, Tavington orvul megszúrja és kihasználva a sebesült fiú helyzetét, elmenekül. Gabriel a földön fekve haldoklik, mikor az apja és annak kísérete megérkezik. Benjamin kis híján összeroppan, még az is felmerül benne, hogy otthagyja a hadsereget és visszavonul. Harry Burwell sikeresen meggyőzi őt, hogy bosszulja meg a fiát, áldozatot vállalva a családjáért és a hazájáért. Harry és Jean a szétzilált és reményvesztett sereg élén elindul Cowpenshez, hogy megállítsák Cornwallis előretörését. Ekkor Martin lovagol a sereg után, kezében az amerikai zászlót lobogtatva, fellelkesítve és bátorítva honfitársait.
Cowpensnél megsemmisítő vereséget mértek a britekre. A csata végén Tavington és Benjamin összecsapnak egy mindent eldöntő párbajban. Habár Ben súlyos sebeket szerzett, mégis megöli Tavingtont. Cornwallis elmenekül a csata helyszínről, az amerikaiak pedig örömittasan ünnepelnek. Egy évvel később végleg legyőzik és megadásra kényszerítik a briteket, hála a franciák segítségének.
Miután a háború véget ér, a milícia feloszlik és a barátok útjai újra elváltak. Jean visszamegy Franciaországba, Martin pedig új helyre költözik. A ház építésében segítségére vannak régi harcostársai és barátai – például Dan Scott és Occam.

## Szereplők
| Szereplő                         | Színész          | Magyar hang          |
| -------------------------------- | ---------------- | -------------------- |
| Benjamin Martin                  | Mel Gibson       | Sörös Sándor         |
| Gabriel Martin                   | Heath Ledger     | Simonyi Balázs       |
| Charlotte Selton                 | Joely Richardson | Gubás Gabi           |
| William Tavington ezredes        | Jason Isaacs     | Epres Attila         |
| Harry Burwell ezredes            | Chris Cooper     | Haás Vander Péter    |
| Jean Villeneuve                  | Tchéky Karyo     | Schnell Ádám         |
| Oliver tiszteletes               | René Auberjonois | Garai Róbert         |
| Anne Howard                      | Lisa Brenner     | Horváth Lili         |
| Lord Charles Cornwallis tábornok | Tom Wilkinson    | Bácskai János        |
| Dan Scott                        | Donal Logue      | Barabás Kiss Zoltán  |
| John Billings                    | Leon Rippy       | Harmath Imre         |
| Wilkins százados                 | Adam Baldwin     | László Zsolt         |
| Occam                            | Jay Arlen Jones  | Csík Csaba Krisztián |
| Peter Howard                     | Joey D. Vieira   | Cs. Németh Lajos     |
| Thomas Martin                    | Gregory Smith    |                      |
| Margaret Martin                  | Mika Boorem      | Mánya Zsófia         |